# Låsslunga
Låsslunga är ett instrument som bland annat används av låssmeder för att öppna låsta dörrar.
Låsslungan används genom att den sticks in genom brevinkastet och med hjälp av speglar och sin konstruktion navigeras fram till låsvredet på dörrens insida. När låsslungan fått tag i låsvredet kan det vridas om och dörren öppnas. Bästa skyddet är att ha en dörr som inte kan öppnas inifrån om den låsts med nyckel utifrån. En alternativ men sämre lösning är en kåpa som täcker låsvredet och som det krävs två händer för att lyfta bort.